# Oligia albilineola
Oligia albilineola är en fjärilsart som beskrevs av Alfred Ernest Wileman och South 1918. Oligia albilineola ingår i släktet Oligia och familjen nattflyn. Inga underarter finns listade i Catalogue of Life.